# Comuna Cișmeaua-Văruită, Bolgrad
Cișmeaua-Văruită (în ucraineană Криничне, transliterat: Krînîcine) este o comună în raionul Bolgrad, regiunea Odesa, Ucraina, formată din satele Cișmeaua-Văruită (reședința) și Cosa-Mare.

## Demografie
Componența lingvistică a comunei Cișmeaua-Văruită
     Bulgară (88,41%)
     Rusă (8%)
     Ucraineană (1,63%)
     Alte limbi (1,3%)
Conform recensământului din 2001, majoritatea populației comunei Cișmeaua-Văruită era vorbitoare de bulgară (88,41%), existând în minoritate și vorbitori de rusă (8%) și ucraineană (1,63%).